# ¡Hola!
¡Hola! es una revista semanal española especializada en noticias de celebridades, publicada en Barcelona, España, y en otros quince países, con ediciones locales en Argentina, Brasil, Canadá, Chile, Colombia, Filipinas, Estados Unidos, Grecia, Indonesia, México, Pakistán, Perú, Puerto Rico, Reino Unido, Tailandia y Venezuela. Es la segunda revista española más vendida después de Pronto.

## Historia
El 11 de septiembre de 1944, se sacó a la venta el primer número de la revista fundada y dirigida por Antonio Sánchez y Mercedes Junco.
Desde 1984 fue su hijo, Eduardo Sánchez Junco, quien les sucedió en la dirección hasta su fallecimiento el 14 de julio de 2010 tras una duradera enfermedad. Momento desde el cual asumen la dirección sus tres hijos: Mercedes Sánchez Pérez, Mamen Sánchez Pérez y Eduardo Sánchez Pérez. 
En 1989 se lanzó la versión inglesa del semanario en el Reino Unido. Y, desde 1998, también se editó una versión francesa llamada Oh la!, que finalmente cerró tras seis años de existencia. ¡Hola! es una de las marcas editoriales con mayor presencia mundial, con treinta y una ediciones internacionales, diez páginas web y presencia en ciento veinte países, llegando a más de veinte millones de lectores en todo el mundo.
Las últimas ediciones en llegar al mercado han sido las de Brasil, Indonesia, República Dominicana, Argentina, Bulgaria, Perú, Venezuela y Chile.
En la actualidad, ¡Hola! en España tiene una difusión de 470 000 ejemplares (según datos de la Oficina de Justificación de la Difusión).[cita requerida] Asimismo, ¡Hola! es una publicación tanto impresa como electrónica, propiedad de la editora Hola S. L., que se dedica a informar sobre los acontecimientos más relevantes de la vida de los famosos, la realeza y las estrellas del cine y de la música, abordando también temas de moda, actualidad, belleza, niños, salud, viajes, cocina o decoración.[cita requerida]
Entre enero y diciembre de 2013, su difusión fue de 399 007 ejemplares.
En 2013 la revista presentó su edición en Filipinas. También se publican ediciones en Perú, El Salvador, Chile y Guatemala. El 30 de mayo de 2018, Copesa anunció el cierre de la edición chilena de la revista.
En 2016 la revista lanzó su publicación y web para el público estadounidense: ¡Hola! US, con información tanto en inglés como en español.

## Otros medios
- También se ha lanzado un canal de televisión por suscripción llamado ¡Hola! TV, que es posible ver a través de plataformas como Movistar.[cita requerida]